# Monte Cornaccione
Le Monte Cornaccione est une montagne qui s'élève à 1 769 m d'altitude dans les monts Sibyllins en Italie.